# New Amsterdam (série de televisão de 2018)
New Amsterdam é uma série de televisão americana de drama médico, baseada no livro Twelve Patients: Life and Death at Bellevue Hospital de Eric Manheimer, que estreou em 25 de setembro de 2018 na NBC. A série foi criada por David Schulner e estrelado por Ryan Eggold, Freema Agyeman, Janet Montgomery, Jocko Sims, Anupam Kher e Tyler Labine. Em fevereiro de 2019, foi anunciado que a série havia sido renovada para uma segunda temporada, que estreou em 24 de setembro de 2019. Em janeiro de 2020, a NBC renovou a série para mais três temporadas. A terceira temporada estreou em 18 de março de 2021. A quarta temporada estreou em 30 de setembro de 2021. Em março de 2022 foi anunciado que a série irá terminar na quinta temporada, sendo esta composta por 13 episódios.

## Episódios
| Temporada | Temporada | Episódios | Episódios | Originalmente exibido  | Originalmente exibido |
| Temporada | Temporada | Episódios | Episódios | Estreia da temporada   | Final da temporada    |
| --------- | --------- | --------- | --------- | ---------------------- | --------------------- |
|           | 1         | 22        | 22        | 25 de setembro de 2018 | 14 de maio de 2019    |
|           | 2         | 18        | 18        | 24 de setembro de 2019 | 16 de abril de 2020   |
|           | 3         | 14        | 14        | 18 de março de 2021    | 17 de junho de 2021   |
|           | 4         | 22        | 22        | 30 de setembro de 2021 | 24 de maio de 2022    |
|           | 5         | 13        | 13        | 20 de setembro de 2022 | 17 de janeiro de 2023 |

## Enredo
A série segue o doutor Max Goodwin quando ele se torna o diretor médico de um dos hospitais públicos mais antigos dos Estados Unidos, com o objetivo de reformar a instalação negligenciada, destruindo sua burocracia, a fim de fornecer atendimento excepcional aos pacientes.

## Elenco

### Elenco principal
| Atores           | Personagens      | Temporadas | Temporadas | Temporadas | Temporadas | Temporadas   |
| ---------------- | ---------------- | ---------- | ---------- | ---------- | ---------- | ------------ |
| Atores           | Personagens      | 1          | 2          | 3          | 4          | 5            |
| Ryan Eggold      | Max Goodwin      | Principal  | Principal  | Principal  | Principal  | Principal    |
| Freema Agyeman   | Helen Sharpe     | Principal  | Principal  | Principal  | Principal  | Participação |
| Janet Montgomery | Lauren Bloom     | Principal  | Principal  | Principal  | Principal  | Principal    |
| Jocko Sims       | Floyd Reynolds   | Principal  | Principal  | Principal  | Principal  | Principal    |
| Tyler Labine     | Iggy Frome       | Principal  | Principal  | Principal  | Principal  | Principal    |
| Anupam Kher      | Vijay Kapoor     | Principal  | Principal  | Principal  |            |              |
| Sandra Mae Frank | Elizabeth Wilder |            |            |            | Recorrente | Principal    |

### Elenco de apoio
- Zabryna Guevara como Dora
- Alejandro Hernandez como enfermeiro Casey Acosta
- Lisa O'Hare como Georgia Goodwin
- Nana Mensah como Kenmai Candelario
- Stacey Raymond como Whitaker
- Christine Chang como Agnes Kao
- Megan Byrne como Gladys
- Em Grosland como enfermeira Casey Brunsetter
- Margot Bingham como Evie
- Ron Rifkin como Peter Fulton
- Dierdre Friel como Ella
- Christopher Cassarino como Ed Nottingham
- Shukura como Raina
- Lizzy Declement como Jemma
- Vandit Bhatt como Rohan
- Anthony Ruiz como zelador Miguel
- Vanessa Kai como Suzanne Izuka
- Greta Quispe como enfermeira Sabrina
- Nathalie Carvalho como Blanca
- Vera Lam como anestesista
- Peter Romano como Bradley
- Keren Lugo como Diana Flores
- Teresa Patel como Harvell
- Liba Vaynberg como enfermeira April Kosloff
- Matthew Jeffers como Mark Walsh
- Michael Basile como paramédico Moreland
- Aneesh Sheth como Lila
- Isaiah Seward como Durango
- Sendhil Ramamurthy como Akash Panthaki
- Matthew Bellows como Clint Hartman